# Pomnik Adama Mickiewicza w Rzeczycy Okrągłej
Pomnik Adama Mickiewicza w Rzeczycy Okrągłej – pomnik upamiętniający setną rocznicę śmierci poety, stojący w południowo-zachodniej części wsi Rzeczycy Okrągłej.

## Historia
Pomnik został wzniesiony w 1955, w setną rocznicę śmierci Adama Mickiewicza. Pomnik zaprojektował i wykonał Józef Kuczman. Głównymi fundatorami i zarazem wykonawcami budowy pomnika byli mieszkańcy wsi. Artysta, z powodu skromnych środków finansowych, zastosował prostą technologię, odlewu figury z cementu. Wymodelował figurę z gliny, po czym obłożył ją gipsem. Tak wykonaną formę, wzmocnioną szalunkiem z desek, ustawiono na cementowym cokole, pokrytym warstwą grysu, i wypełniono wlanym do wnętrza betonem z dodatkiem oleju. 
Poziom artystyczny rzeźby znalazł uznanie m.in. zespołu rzeczoznawców z Krakowskiego Oddziału Związku Polskich Artystów Plastyków, którego delegacja przybyła do Rzeczycy Okrągłej na uroczystość odsłonięcia pomnika. 
Uroczystego odsłonięcia pomnika 16 września 1956 dokonał Alfons Karny, przedstawiciel ówczesnego Ministerstwa Kultury i Sztuki. Za wykonanie pomnika poety artysta otrzymał od władz państwowych Srebrny Krzyż Zasługi.
Jest prawdopodobnie jedynym w Polsce stojącym we wsi pomnikiem Adama Mickiewicza.

## Opis
Na schodkowym cokole znajduje się figura poety, z uniesioną głową i prawą ręką na sercu. Mickiewicz ma na sobie modny wówczas surdut, a z ramion zsuwa mu się płaszcz. Na cokole umieszczono inskrypcję o następującej treści.

 Adamowi Mickiewiczowi 1798 – 1855 
 w stulecie śmierci społeczeństwo wsi 
 Rzeczyca Okrągła

## Renowacja
Po całkowitej renowacji przez Urząd Gminy w 1998, z powodu złego stanu pomnika, przy okazji dwusetnej rocznicy urodzin poety, postument pokryto okładziną z czerwonego piaskowca, a figurę poety zakonserwowano i pomalowano na jasnopopielato. Dedykację wcześniejszą o treści   „Adamowi Mickiewiczowi w setną rocznicę śmierci społeczeństwo wsi Rzeczyca Okrągła 1855 – 1955”, zastąpiono napisem z metalowych liter zmieniając częściowo jej treść. Stan pomnika obecnie można określić jako bardzo dobry. Opiekę nad obiektem sprawuje Urząd Gminy Radomyśl nad Sanem.